# Lexmark Indy 300 2007
Lexmark Indy 300 2007 var den trettonde och näst sista deltävlingen i Champ Car 2007. Racet Gold Coast Indy 300 kördes den 21 oktober på Surfers Paradises gator. Sébastien Bourdais säkrade en historisk fjärde titel, som gjorde honom till seriens mesta mästare, samt gav honom fyra titlar i rad, då han tidigare vunnit 2004, 2005 samt 2006. Bourdais säkrade titeln på bästa sätt, genom att ta hem segern i Australien, med Justin Wilson på andra plats. Bruno Junqueira tog sin tredje raka pallplats med Dale Coyne Racing, och Robert Doornbos säkrade titeln som årets nykomling, genom att bli fyra.

## Slutresultat
| Plats | Förare             | Team                      | Grid | Kvaltid  |
| ----- | ------------------ | ------------------------- | ---- | -------- |
| 1     | Sébastien Bourdais | Newman/Haas Racing        | 4    | 1.30,438 |
| 2     | Justin Wilson      | Newman/Haas Racing        | 5    | 1.30,586 |
| 3     | Bruno Junqueira    | Dale Coyne Racing         | 7    | 1.31,212 |
| 4     | Robert Doornbos    | Minardi Team USA          | 14   | 1.31,969 |
| 5     | Simon Pagenaud     | Team Australia            | 6    | 1.31,038 |
| 6     | Nelson Philippe    | Conquest Racing           | 13   | 1.31,842 |
| 7     | Alex Tagliani      | Rocketsports Racing       | 11   | 1.31,664 |
| 8     | Neel Jani          | PKV Racing                | 8    | 1.31,281 |
| 9     | Paul Tracy         | Forsythe Racing           | 3    | 1.30,426 |
| 10    | David Martínez     | Forsythe Racing           | 17   | 1.33,892 |
| 11    | Graham Rahal       | Newman/Haas Racing        | 9    | 1.31,347 |
| 12    | Mario Domínguez    | Pacific Coast Motorsports | 12   | 1.31,746 |
| 13    | Alex Figge         | Pacific Coast Motorsports | 15   | 1.32,458 |
| 14    | Oriol Servià       | PKV Racing                | 2    | 1.30,693 |
| 15    | Katherine Legge    | Dale Coyne Racing         | 16   | 1.32,694 |
| 16    | Will Power         | Team Australia            | 1    | 1.30,054 |
| 17    | Dan Clarke         | Minardi Team USA          | 10   | 1.31,413 |